# La batalla del río Neretva
La batalla del río Neretva (título original: Bitka na Neretvi / The Battle of Neretva) es una película de coproducción internacional dirigida por Veljko Bulajić en 1969 / 1970 (este último año es el que aparece en el copyright de los títulos de crédito). 
La obra, que contó con la actuación de Silva Koscina, Milena Dravić, Anthony Dawson, Yul Brynner, Franco Nero, Curd Jürgens y Hardy Krüger, y, en papeles secundarios, de los realizadores Sergei Bondarchuk y Orson Welles, fue candidata al Oscar a la mejor película de habla no inglesa

## Sinopsis
Cuenta los heroicos esfuerzos de los partisanos yugoslavos durante la batalla del Neretva para derrotar y expulsar de su país al poderoso ejército de Hitler y de su aliado, el ejército fascista italiano, durante la Segunda Guerra Mundial.
La acción se centra sobre la importancia estratégica de un puente, única vía de comunicación con un fuerte contingente de tropas de partisanos, quienes, para desorientar a las fuerzas que les atacan, vuelan el puente y presentan batalla en los márgenes del río Neretva sin retirada posible. La lucha es encarnizada. El mando alemán sabe que los partisanos no tienen salida y actúa con calma.